# Улыбающийся Будда
Улыбающийся Будда (англ. Operation Smiling Buddha, хинди स्माइलिंग बुद्धा, также использовалось название Счастливый Кришна; обозначение МИД Индии: Покхран-I, англ. Pokhran-I, хинди पोखरण-१) — кодовое название первого успешного испытания ядерной бомбы в Индии 18 мая 1974 года.
Бомба была взорвана на глубине 107 метров в тестовой зоне на территории муниципалитета Покхран (округ Джайсалмер в штате Раджастхан). Взрыв был осуществлён индийской армией под наблюдением нескольких индийских генералов. Покхран-I был также первым подтверждённым испытанием ядерного оружия страной, которая не является постоянным членом Совета Безопасности Организации Объединённых Наций. Официально Министерство иностранных дел Индии охарактеризовало это испытание как «мирный ядерный взрыв». Только в 1998 году после новой серии испытаний (операция «Шакти») Индия официально объявила себя государством с ядерным оружием.
«Улыбающийся Будда» был создан из плутония, произведённого на реакторе типа CIRUS в Атомном исследовательском центре имени Х. Дж. Баба (АИЦ) в Мумбаи. Руководителем команды разработчиков АИЦ был Раджа Раманна.
Базовая конструкция заряда создана к 1972 году, когда по приказу премьер-министра Индии Индиры Ганди началось его изготовление. На отделение, очистку и формовку металлического плутония, разработку имплозионных линз и сопутствующей электроники потребовалось два года. Большинство работ производились в АИЦ, кроме линз, которые разрабатывались в Организации по оборонным исследованиям. Модулированный инициатор нейтронов был полониево-бериллиевого типа (как и использовавшийся в первых американских бомбах), и получил название «Цветок».